# Lastours
Pour les articles homonymes, voir Lastours (homonymie).
Lastours  (occitan : Las Tors) est une commune française du département de l'Aude, en région Occitanie.
Sur le plan historique et culturel, la commune fait partie de la Montagne Noire, un massif montagneux constituant le rebord méridional du Massif central. Exposée à un climat méditerranéen, elle est drainée par l'Orbiel, le ruisseau du Grésillou et par un autre cours d'eau. La commune possède un patrimoine naturel remarquable composé de trois zones naturelles d'intérêt écologique, faunistique et floristique.
Lastours est une commune rurale qui compte 148 habitants en 2022, après avoir connu un pic de population de 687 habitants en 1931. Elle fait partie de l'aire d'attraction de Carcassonne. Ses habitants sont appelés les Lastourois ou  Lastouroises.
Le patrimoine architectural de la commune comprend deux  immeubles protégés au titre des monuments historiques : le château de la Caunette, inscrit en 1948, et les châteaux de Lastours, classés en 1905.

## Géographie
Le village de Lastours est situé dans le département de l'Aude au nord de Carcassonne dans la vallée de l'Orbiel. Lastours est au cœur du pays du Cabardès entre la rivière de l'Orbiel et le torrent du Grésilhou.

### Communes limitrophes
| Villanière | Les Ilhes (sur 100 m) | Fournes-Cabardès |
|            | Lastours              | Limousis         |
| Salsigne   |                       |                  |

### Hydrographie
La commune est dans la région hydrographique « Côtiers méditerranéens », au sein du bassin hydrographique Rhône-Méditerranée-Corse. Elle est drainée par l'Orbiel, le ruisseau du Grésillou et le ruisseau de Villanière, qui constituent un réseau hydrographique de 3 km de longueur totale,.
L'Orbiel, d'une longueur totale de 40,9 km, prend sa source dans la commune de Mazamet et s'écoule vers le sud. Il traverse la commune et se jette dans l'Aude à Trèbes, après avoir traversé 14 communes.

### Climat
Pour des articles plus généraux, voir Climat de l'Occitanie et Climat de l'Aude.
En 2010, le climat de la commune est de type climat du Bassin du Sud-Ouest, selon une étude s'appuyant sur une série de données couvrant la période 1971-2000. En 2020, Météo-France publie une typologie des climats de la France métropolitaine dans laquelle la commune est exposée à un climat océanique altéré et est dans la région climatique Provence, Languedoc-Roussillon, caractérisée par une pluviométrie faible en été, un très bon ensoleillement (2 600 h/an), un été chaud (21,5 °C), un air très sec en été, sec en toutes saisons, des vents forts (fréquence de 40 à 50 % de vents > 5 m/s) et peu de brouillards.
Pour la période 1971-2000, la température annuelle moyenne est de 13,6 °C, avec une amplitude thermique annuelle de 15,6 °C. Le cumul annuel moyen de précipitations est de 862 mm, avec 9,1 jours de précipitations en janvier et 4,8 jours en juillet. Pour la période 1991-2020, la température moyenne annuelle observée sur la station météorologique la plus proche, située sur la commune des Martys à 11 km à vol d'oiseau, est de 10,2 °C et le cumul annuel moyen de précipitations est de 1 365,7 mm,. Pour l'avenir, les paramètres climatiques de la commune estimés pour 2050 selon différents scénarios d’émission de gaz à effet de serre sont consultables sur un site dédié publié par Météo-France en novembre 2022.

### Milieux naturels et biodiversité
L’inventaire des zones naturelles d'intérêt écologique, faunistique et floristique (ZNIEFF) a pour objectif de réaliser une couverture des zones les plus intéressantes sur le plan écologique, essentiellement dans la perspective d’améliorer la connaissance du patrimoine naturel national et de fournir aux différents décideurs un outil d’aide à la prise en compte de l’environnement dans l’aménagement du territoire. Deux ZNIEFF de type 1 sont recensées sur la commune : les « gorges de l'Orbiel aux Ilhes » (491 ha), couvrant 4 communes du département, et la « vallée de l'Orbiel » (45 ha), couvrant 7 communes du département et une ZNIEFF de type 2, : les « crêtes et piémonts de la Montagne Noire » (27 188 ha), couvrant 26 communes dont 24 dans l'Aude et 2 dans l'Hérault.

Carte des ZNIEFF de type 1 et 2 à Lastours.
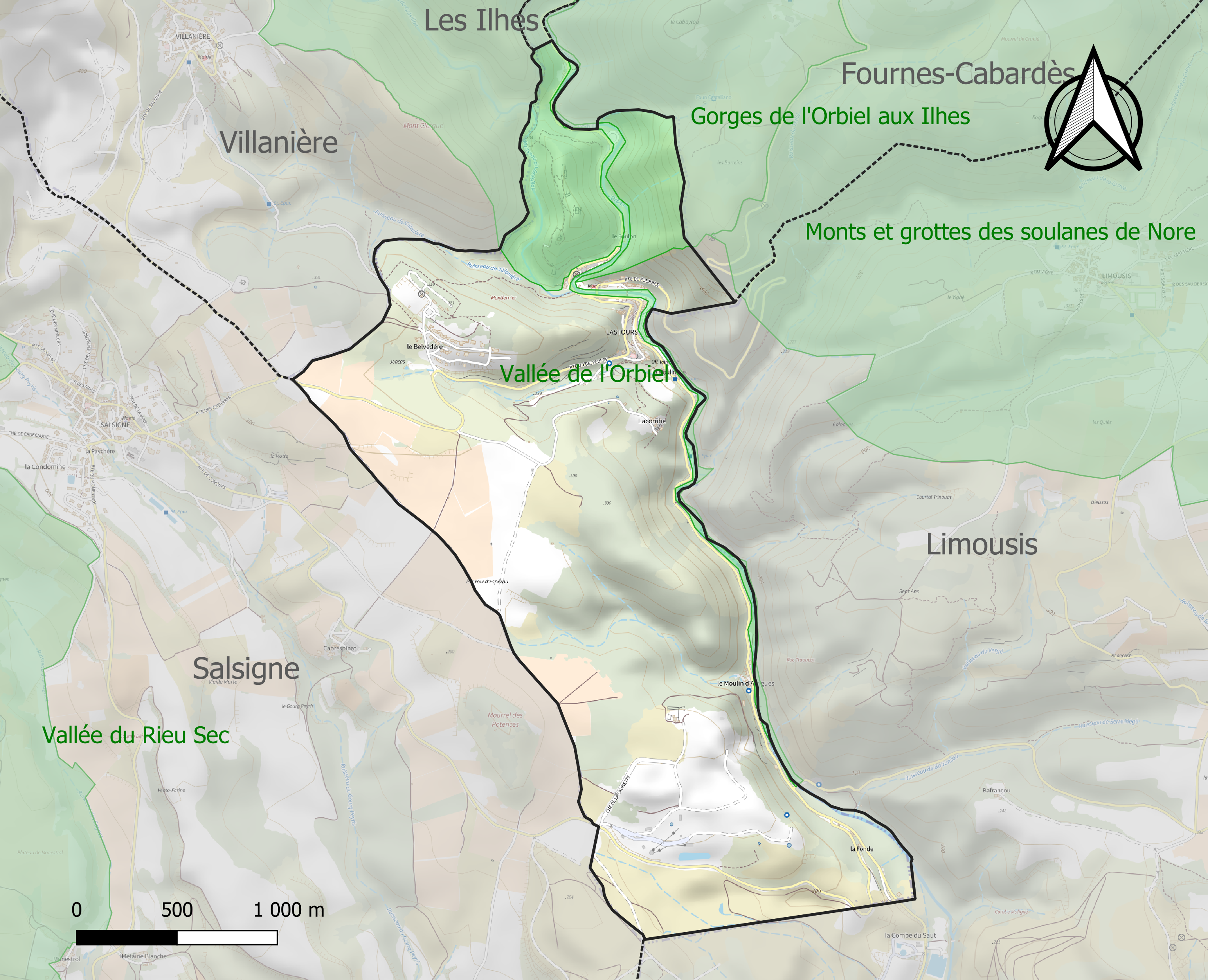
Carte des ZNIEFF de type 1 sur la commune.
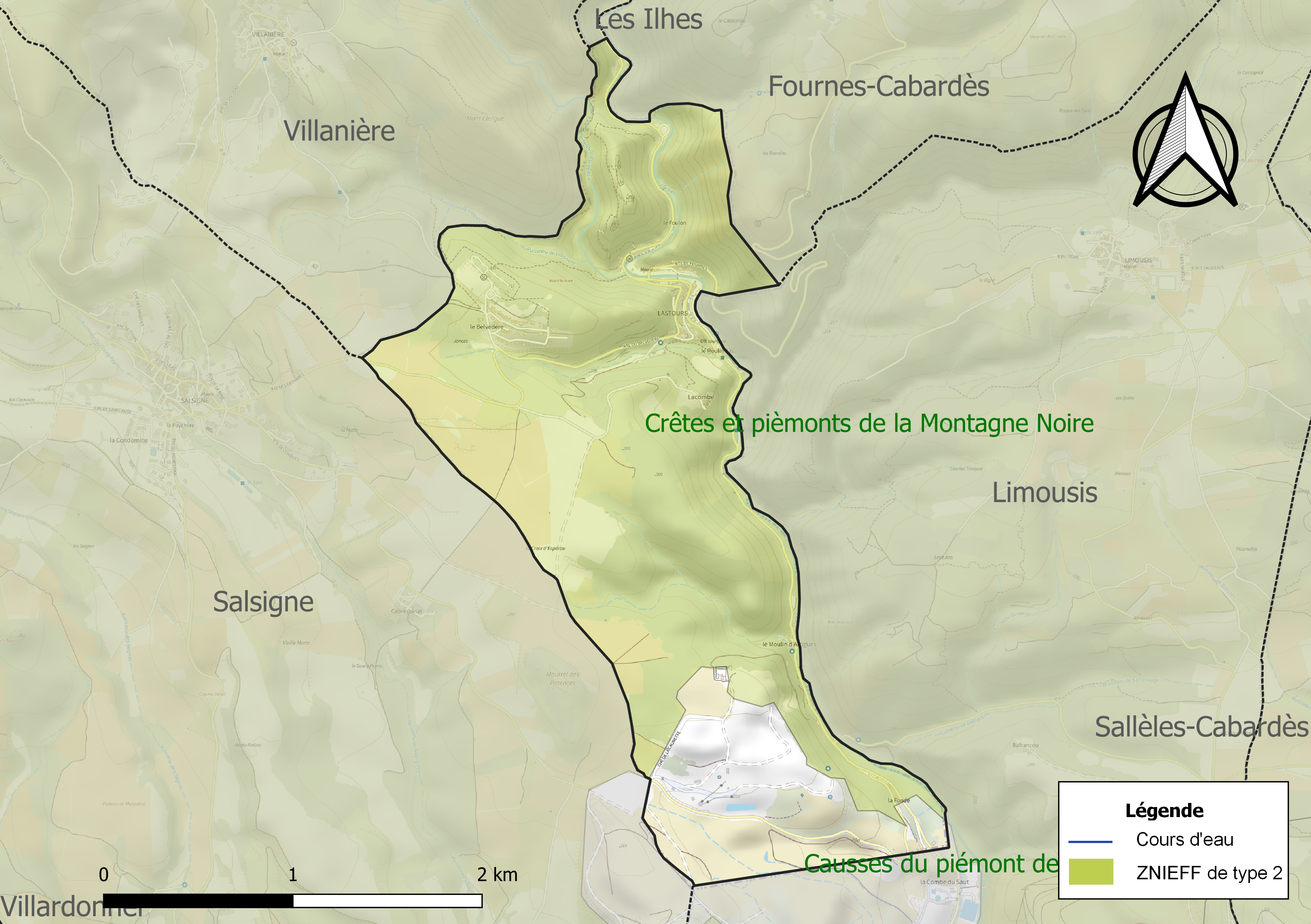
Carte de la ZNIEFF de type 2 sur la commune.

## Urbanisme

### Typologie
Au 1er janvier 2024, Lastours est catégorisée commune rurale à habitat dispersé, selon la nouvelle grille communale de densité à 7 niveaux définie par l'Insee en 2022.
Elle est située hors unité urbaine. Par ailleurs la commune fait partie de l'aire d'attraction de Carcassonne, dont elle est une commune de la couronne,. Cette aire, qui regroupe 115 communes, est catégorisée dans les aires de 50 000 à moins de 200 000 habitants,.

### Occupation des sols
L'occupation des sols de la commune, telle qu'elle ressort de la base de données européenne d’occupation biophysique des sols Corine Land Cover (CLC), est marquée par l'importance des territoires agricoles (45,6 % en 2018), une proportion sensiblement équivalente à celle de 1990 (45,7 %). La répartition détaillée en 2018 est la suivante : zones agricoles hétérogènes (26,8 %), forêts (22,5 %), mines, décharges et chantiers (19,6 %), cultures permanentes (18,8 %), milieux à végétation arbustive et/ou herbacée (12,3 %). L'évolution de l’occupation des sols de la commune et de ses infrastructures peut être observée sur les différentes représentations cartographiques du territoire : la carte de Cassini (XVIIIe siècle), la carte d'état-major (1820-1866) et les cartes ou photos aériennes de l'IGN pour la période actuelle (1950 à aujourd'hui).

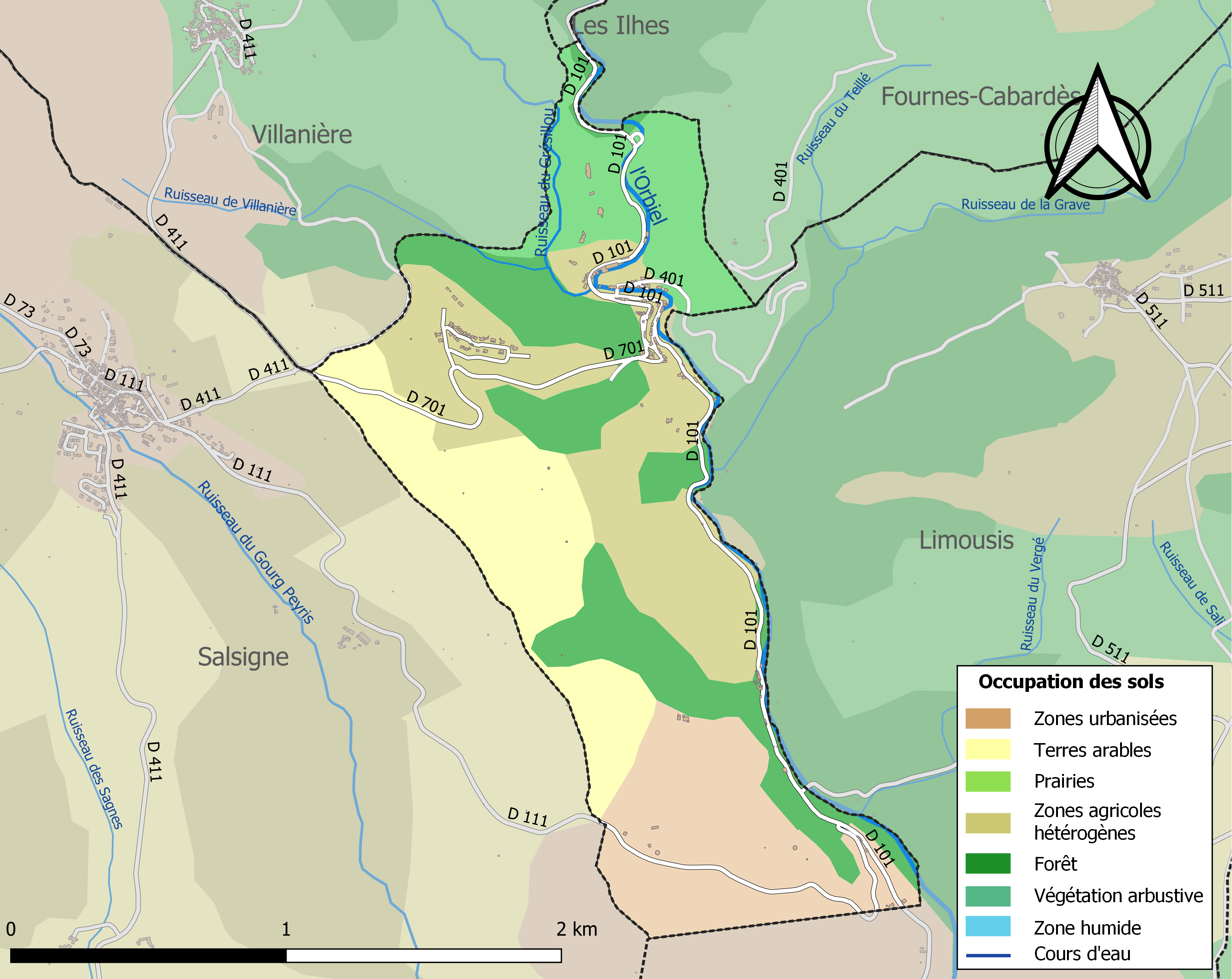
Carte des infrastructures et de l'occupation des sols de la commune en 2018 (CLC).

### Risques majeurs
Le territoire de la commune de Lastours est vulnérable à différents aléas naturels : météorologiques (tempête, orage, neige, grand froid, canicule ou sécheresse), inondations, feux de forêts et séisme (sismicité très faible). Il est également exposé à deux risques technologiques, le transport de matières dangereuses et  le risque industriel, et à un risque particulier : le risque de radon. Un site publié par le BRGM permet d'évaluer simplement et rapidement les risques d'un bien localisé soit par son adresse soit par le numéro de sa parcelle.

#### Risques naturels
Certaines parties du territoire communal sont susceptibles d’être affectées par le risque d’inondation par débordement de cours d'eau, notamment l'Orbiel. La commune a été reconnue en état de catastrophe naturelle au titre des dommages causés par les inondations et coulées de boue survenues en 1982, 1992, 1996, 1999, 2005, 2009 et 2018,.

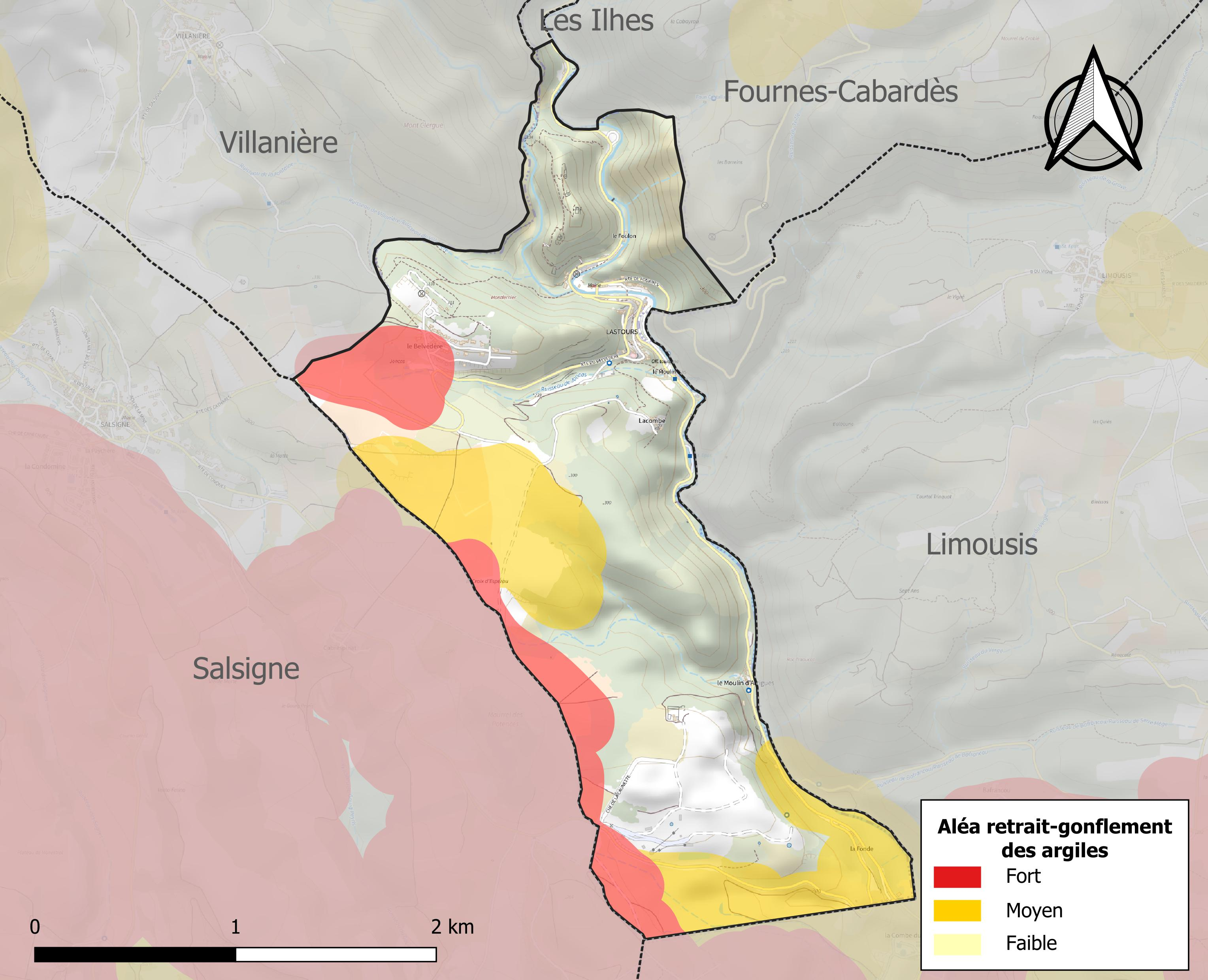
Carte des zones d'aléa retrait-gonflement des sols argileux de Lastours.

Le retrait-gonflement des sols argileux est susceptible d'engendrer des dommages importants aux bâtiments en cas d’alternance de périodes de sécheresse et de pluie. 33,4 % de la superficie communale est en aléa moyen ou fort (75,2 % au niveau départemental et 48,5 % au niveau national). Sur les 95 bâtiments dénombrés sur la commune en 2019, 12 sont en aléa moyen ou fort, soit 13 %, à comparer aux 94 % au niveau départemental et 54 % au niveau national. Une cartographie de l'exposition du territoire national au retrait gonflement des sols argileux est disponible sur le site du BRGM,.
Concernant les mouvements de terrains, la commune a été reconnue en état de catastrophe naturelle au titre des dommages causés par des mouvements de terrain en 2019.

#### Risques technologiques
La commune est exposée au risque industriel du fait de la présence sur son territoire d'une entreprise soumise à la directive européenne SEVESO.
Le risque de transport de matières dangereuses sur la commune est lié à sa traversée par une route à fort trafic. Un accident se produisant sur une telle infrastructure est en effet susceptible d’avoir des effets graves au bâti ou aux personnes jusqu’à 350 m, selon la nature du matériau transporté. Des dispositions d’urbanisme peuvent être préconisées en conséquence.

#### Risque particulier
Dans plusieurs parties du territoire national, le radon, accumulé dans certains logements ou autres locaux, peut constituer une source significative d’exposition de la population aux rayonnements ionisants. Certaines communes du département sont concernées par le risque radon à un niveau plus ou moins élevé. Selon la classification de 2018, la commune de Lastours est classée en zone 2, à savoir zone à potentiel radon faible mais sur lesquelles des facteurs géologiques particuliers peuvent faciliter le transfert du radon vers les bâtiments.

## Histoire

### Préhistoire et Antiquité
Les premières traces d'occupation humaines remontent à la préhistoire dans une grotte appelée le Trou de la cité au pied des châteaux de Lastours. Dans cette cavité, une des nombreuses qui percent les flancs de la colline, a été découvert la tombe d'une fillette d'environ 8 ans, accompagnée de nombreux objets qui ont permis de dater l'époque de sa mort, aux environs du XVe siècle av. J.-C.. Parmi le mobilier, de nombreux bijoux ont été retrouvés, dont plusieurs d'influences méditerranéenne et nordique, indiquant les liens commerciaux déjà étendus qu'entretenaient les populations qui occupaient les lieux.
Le commerce avec ces régions lointaines a probablement été facilité par la richesse en minerais de la région. En effet, la métallurgie est connue à Lastours depuis l'Antiquité. La région est riche en minéraux de fer, cuivre, plomb et or et est un important centre d'extraction minière depuis l'époque Romaine. Le village est entouré de gisements miniers :
- Les Barrencs de Fournes, exploités par les Romains pour le cuivre et le plomb argentifère.
- Les Caunettes, exploitées au XVIe siècle et au XVIIe siècle pour le fer et l'argent.
- Salsigne-Villanière exploité pour l'or depuis le milieu du XIXe siècle.

Certaines de ses mines ont laissé des traces dans le paysage, et on peut encore voir aujourd'hui les traces de l'excavation de ses minerais dans la montagne. De plus, des vestiges de céramiques campaniennes et de sigillée permettent de vérifier l'occupation des lieux entre le IIe siècle av. J.-C. et le Ier siècle.

### Moyen Âge
Le site de Cabaret est mentionné dès 585 sous la mention Caput Arietis Castra, pour situer une bataille entre les Wisigoths et les Burgondes. Elle marque probablement l'emprise du royaume Wisigoth d'Espagne sur la Montagne Noire, qui forme dès la fin de ce siècle la limité nord de leur territoire.
Lastours possède un très grand site cathare avec ses châteaux de Lastours, composés de quatre ensembles ayant chacun une tour, d'où l'origine de son nom qui en occitan veut dire littéralement "les tours". L'histoire du village devient à partir de la fin du Haut Moyen Âge indissociable de ses châteaux.

### De la Renaissance à nos jours
Au cours du XIXe siècle, la population s'implante progressivement sur le site actuel du village de Lastours et quitte le site désigné par l'autorité royale à la fin des croisades albigeoises, qui se situaient sur le flanc sud de la colline sur lesquels les châteaux sont établis, entre la vieille église romane et le cours d'eau. La construction d'une nouvelle route en 1836 fixe définitivement les habitants de l'autre côté de la rivière. C'est également à cette époque que l'industrie drapière devient florissante à Lastours, et plus largement dans l'ensemble de la vallée de l'Orbiel, avec l'implantation de nombreuses usines de filages et de drapages.
Après avoir connu une forte augmentation entre 1900 et l'entre-deux-guerres, la population du village déclina rapidement, victime de l'exode rural et de la fermeture progressive des industries et des mines qui faisaient vivre les habitants, pour n'atteindre plus que 153 habitants de nos jours contre près de 687 vers 1931.

## Politique et administration

### Liste des maires
| Période                                  | Période  | Identité          | Étiquette | Qualité                                                          |
| ---------------------------------------- | -------- | ----------------- | --------- | ---------------------------------------------------------------- |
| avant 1981                               | ?        | Baptiste Castilla | PS        |                                                                  |
| juin 1995                                | en cours | Max Brail         | SE        | vice-président de la Communauté de communes de la Montagne Noire |
| Les données manquantes sont à compléter. |          |                   |           |                                                                  |

## Démographie
L'évolution du nombre d'habitants est connue à travers les recensements de la population effectués dans la commune depuis 1793. Pour les communes de moins de 10 000 habitants, une enquête de recensement portant sur toute la population est réalisée tous les cinq ans, les populations de référence des années intermédiaires étant quant à elles estimées par interpolation ou extrapolation. Pour la commune, le premier recensement exhaustif entrant dans le cadre du nouveau dispositif a été réalisé en 2008.

En 2022, la commune comptait 148 habitants, en évolution de −7,5 % par rapport à 2016 (Aude : +2,65 %, France hors Mayotte : +2,11 %).
| 1793 | 1800 | 1806 | 1821 | 1831 | 1836 | 1841 | 1846 | 1851 |
| ---- | ---- | ---- | ---- | ---- | ---- | ---- | ---- | ---- |
| 162  | 169  | 186  | 177  | 248  | 297  | 282  | 263  | 264  |

| 1856 | 1861 | 1866 | 1872 | 1876 | 1881 | 1886 | 1891 | 1896 |
| ---- | ---- | ---- | ---- | ---- | ---- | ---- | ---- | ---- |
| 242  | 230  | 230  | 211  | 240  | 243  | 223  | 254  | 189  |

| 1901 | 1906 | 1911 | 1921 | 1926 | 1931 | 1936 | 1946 | 1954 |
| ---- | ---- | ---- | ---- | ---- | ---- | ---- | ---- | ---- |
| 208  | 225  | 265  | 277  | 402  | 687  | 628  | 514  | 518  |

| 1962 | 1968 | 1975 | 1982 | 1990 | 1999 | 2006 | 2008 | 2013 |
| ---- | ---- | ---- | ---- | ---- | ---- | ---- | ---- | ---- |
| 439  | 444  | 300  | 248  | 159  | 163  | 165  | 165  | 166  |

| 2018 | 2022 | - | - | - | - | - | - | - |
| ---- | ---- | - | - | - | - | - | - | - |
| 157  | 148  | - | - | - | - | - | - | - |

## Économie

### Revenus
En 2018  (données INSEE publiées en septembre 2021), la commune compte 62 ménages fiscaux, regroupant 122 personnes. La médiane du revenu disponible par unité de consommation est de 18 010 € (19 240 € dans le département).

### Emploi
| Division       | 2008   | 2013   | 2018   |
| -------------- | ------ | ------ | ------ |
| Commune        | 12,5 % | 17,7 % | 12,1 % |
| Département    | 10,2 % | 12,8 % | 12,6 % |
| France entière | 8,3 %  | 10 %   | 10 %   |

En 2018, la population âgée de 15 à 64 ans s'élève à 91 personnes, parmi lesquelles on compte 74,7 % d'actifs (62,6 % ayant un emploi et 12,1 % de chômeurs) et 25,3 % d'inactifs,. En  2018, le taux de chômage communal (au sens du recensement) des 15-64 ans est inférieur à celui du département, mais supérieur à celui de la France, alors qu'en 2008 il était supérieur à celui du département.
La commune fait partie de la couronne de l'aire d'attraction de Carcassonne, du fait qu'au moins 15 % des actifs travaillent dans le pôle,. Elle compte 37 emplois en 2018, contre 32 en 2013 et 40 en 2008. Le nombre d'actifs ayant un emploi résidant dans la commune est de 57, soit un indicateur de concentration d'emploi de 64,5 % et un taux d'activité parmi les 15 ans ou plus de 51,5 %.
Sur ces 57 actifs de 15 ans ou plus ayant un emploi, 14 travaillent dans la commune, soit 25 % des habitants. Pour se rendre au travail, 73,7 % des habitants utilisent un véhicule personnel ou de fonction à quatre roues, 1,8 % les transports en commun, 8,8 % s'y rendent en deux-roues, à vélo ou à pied et 15,8 % n'ont pas besoin de transport (travail au domicile).

### Activités hors agriculture
Quatorze établissements sont implantés  à Lastours au 31 décembre 2019.
Le secteur du commerce de gros et de détail, des transports, de l'hébergement et de la restauration est prépondérant sur la commune puisqu'il représente 50 % du nombre total d'établissements de la commune (7 sur les 14 entreprises implantées à Lastours), contre 32,3 % au niveau départemental.

### Agriculture
|               | 1988 | 2000 | 2010 | 2020 |
| ------------- | ---- | ---- | ---- | ---- |
| Exploitations | 4    | 2    | 2    | 1    |
| SAU (ha)      | 16   | 16   | 14   | 0    |

La commune est dans la « Région viticole » de l'Aude, une petite région agricole occupant une grande partie centrale du département, également dénommée localement « Corbeilles Minervois et Carcasses-Limouxin ». En 2020, l'orientation technico-économique de l'agriculture  sur la commune est la viticulture. Une seule  exploitation agricole ayant son siège dans la commune est recensée lors du recensement agricole de 2020 (quatre en 1988). La superficie agricole utilisée est de 0 ha,,.

## Culture locale et patrimoine

### Lieux et monuments

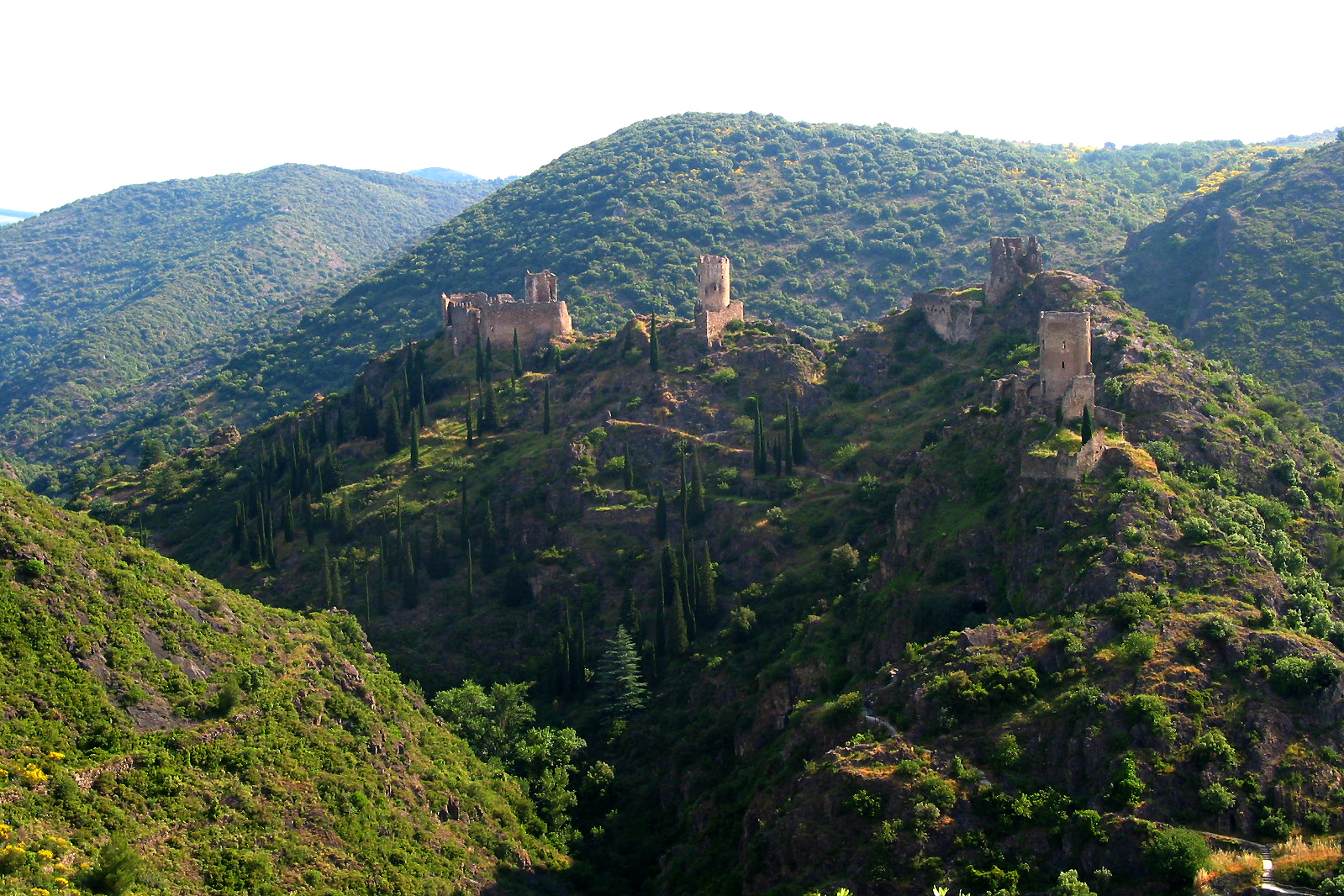
Les quatre châteaux de Lastours.

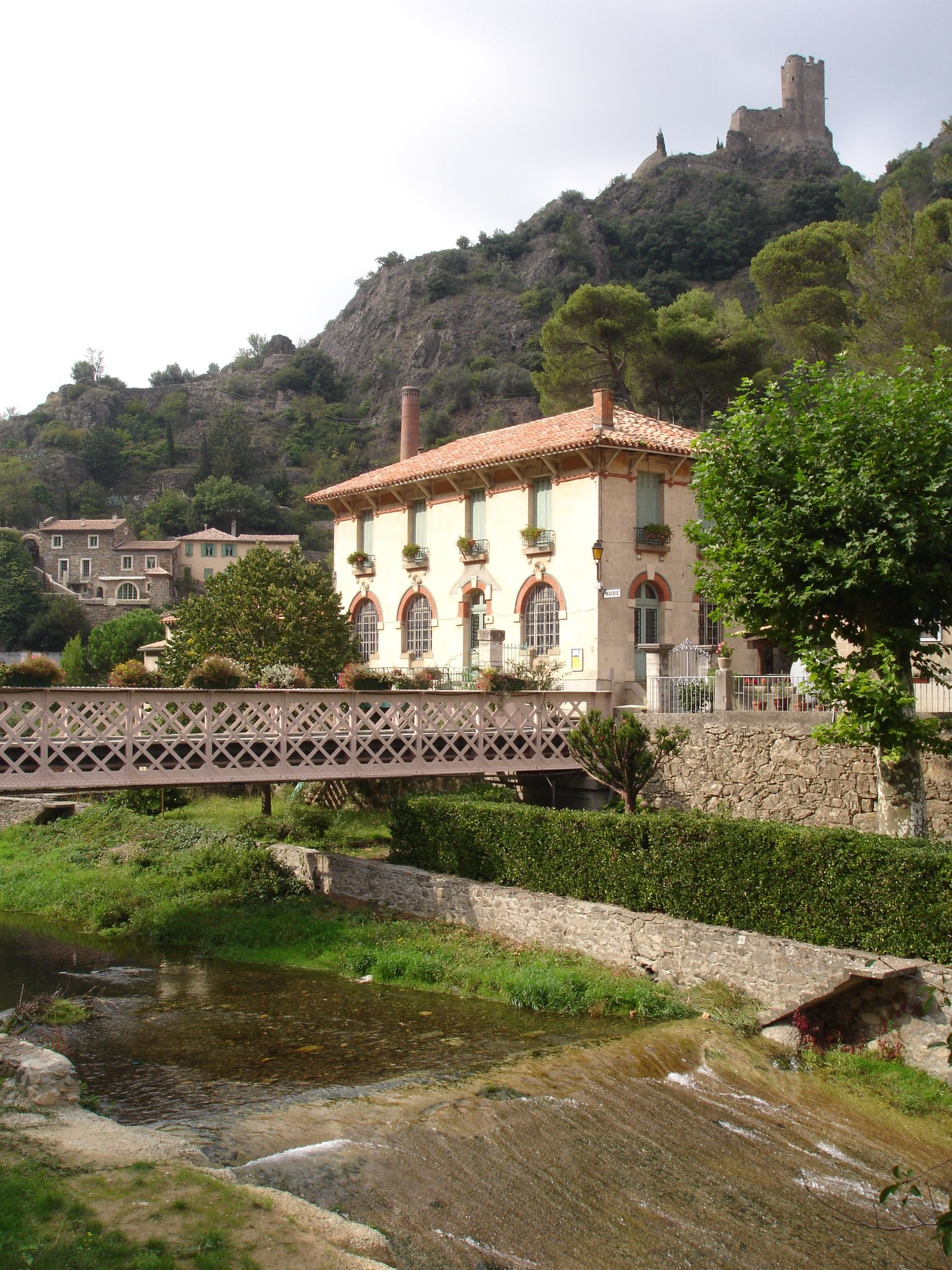
Lastours et ses châteaux.

- Église Saint-Pierre-et-Saint-Paul de Lastours.
- Les châteaux de Lastours sont au nombre de quatre sur un éperon calcaire du Cambrien.
- Les ruines d'une église romane : église Saint-Pierre-et-Saint-Paul de Cabaret.
- Le village abandonné du XIIIe siècle au pied des châteaux en cours de fouille.
- L'ancienne Usine Rabier qui fabriquait des pièces de draps jusqu'au milieu du siècle. L'usine sert maintenant de lieu d'accueil pour le tourisme et notamment pour l'accès aux châteaux de Lastours.
- Le Belvédère de Montfermier offre un panorama incomparable sur le site des châteaux, le village et ses environs.
- le panorama est classé depuis le 2 septembre 2010 comme indiqué ci-dessous :

"Par décret du 2 septembre 2010, est classé parmi les sites du département de l’Aude, le site constitué de l’ensemble formé par les châteaux de Lastours et leurs abords ainsi que des mines des Barrencs, sur le territoire des communes de Fournes-Cabardès, Lastours, Les Ilhes-Cabardès, Limousis et Villanière."

### Personnalités liées à la commune
- Pierre Roger de Cabaret, puissant seigneur occitan du XIIIe siècle en lutte contre les croisés (Croisade des Albigeois).

### Héraldique
| Blason de Lastours | Blason  | De sinople embrassé à dextre d'or.               |
| Blason de Lastours | Détails | Le statut officiel du blason reste à déterminer. |